# Сурин, Бруни
Бруни Сурин (англ. Bruny Surin; род. 12 июля 1967, Кап-Аитьен) — канадский легкоатлет (спринт, прыжок в длину), призёр Игр доброй воли, чемпион и призёр Игр Содружества и чемпионатов мира по лёгкой атлетике, чемпион Олимпийских игр 1996 года в Сиднее (Австралия), участник четырёх Олимпиад.

## Карьера
На летних Олимпийских играх 1988 года в Сеуле Бруни выступал в прыжках в длину. Он в своей лучшей попытке показал результат 7,73 м, который позволил ему занять 15-е место, но не позволил попасть в финальную стадию соревнований.
На следующей Олимпиаде в Барселоне Бруни был заявлен в беге на 100 метров и эстафете 4×100 метров. В первой дисциплине Бруни пробился в финальную стадию соревнований, где с результатом 10,04 с занял 4-е место, а во второй сборная команда Канады (Бен Джонсон, Гленрой Гилбер, Этли Махорн, Бруни Сурин, Питер Огилви), показавшая результат 39,34 с, выбыла из борьбы на предварительной стадии.
На Олимпиаде в Атланте Бруни выступал в тех же дисциплинах. В беге на 100 метров канадец с результатом 10,13 с выбыл из борьбы за медали на стадии предварительных забегов. В эстафете команда Канады (Эсми Роберт, Гленрой Гилберт, Бруни Сурин, Донован Бейли, Карлтон Чемберс), преодолевшая дистанцию за 37,69 с, завоевала золотые медали, опередив команды США и Бразилии.
На последней для себя Олимпиаде в Сиднее Бруни выступал только в коротком спринте, в котором выбыл из соревнований после полуфинальной стадии.